# Йод Пхимписан, Георгий
Георгий Йод Пхимписан (тайск. ยอร์ช ยอด พิมพิสาร CSSR, 19 января 1933, Бангкок, Таиланд — 15 декабря 2017) — тайский католический прелат, епископ Удонтхани с 2 октября 1975 года по 14 ноября 2009 год, член монашеской монашеской конгрегации редемптористов.

## Биография
Георгий Йод Пхимписан родился 19 января 1933 года в Бангкоке, Таиланд. 4 октября 1959 года вступил в монашескую конгрегацию редемптористов. 24 июня 1958 года был рукоположён в священника.
2 октября 1975 года Римский папа Павел VI назначил Георгия Йода Пхимписана епископом Удонтхани. 12 декабря 1975 года состоялось рукоположение Георгия Йода Пхимписана в епископа, которое совершил епископ Клеренс Джецмс Дьюхарт в сослужении с апостольским делегатом Сингапура, Лаоса, Таиланда и Малайзии архиепископом Джованни Моретти и архиепископом Тхари и Нонсенга Михаилом Киен Самопитаком.
C 14 мая 2004 года по 1 июля 2005 года был апостольским викарием архиепархии Тхари и Нонсенга.
14 ноября 2009 года вышел в отставку.